# Christian Bassedas
Christian Gustavo Bassedas, argentinski nogometaš in trener, * 16. februar 1973, Buenos Aires, Argentina.
Sodeloval je na nogometnemu delu poletnih olimpijskih iger leta 1996.